# Kyriakoulis Mavromichalis

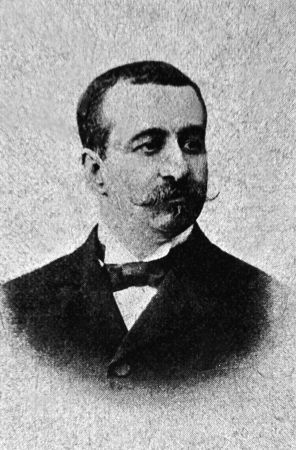
Kyriakoulis Mavromichalis

Kyriakoulis Petrou Mavromichalis (griechisch Κυριακούλης Μαυρομιχάλης; * 1849 oder 1850 in Athen; † 1916) war ein griechischer Politiker und Ministerpräsident von 1909 bis 1910.
Er entstammte der bekannten Familie Mavromichalis aus der Mani und war ein Enkel des gleichnamigen Freiheitskämpfers († 4. Juli 1822) der Griechischen Revolution von 1821.
1879 begann er seine politische Laufbahn mit der Wahl zum Abgeordneten der Nationalversammlung (Voulí ton Ellínon). Später war er Innenminister in den Kabinetten von Theodoros Deligiannis (1895 bis 1897, 1902 bis 1903) und Dimitrios Rallis (1905). In den Kabinetten von Deligiannis und Rallis war er 1904 bis 1905 auch Militärminister.
Nach dem Sturz der Regierung von Dimitrios Rallis wurde er am 28. August 1909 schließlich selbst Ministerpräsident. Aufgrund des Drucks seitens der mächtigen Militärliga musste er während seiner kurzen Amtszeit einige grundlegende Gesetze zur Organisation der Armee, der Justiz und des Erziehungswesen erlassen. Nach Meinungsverschiedenheiten mit der Militärischen Liga trat er am 31. Januar 1910 zurück.

## Biographische Quellen und Hintergrundinformationen
- Gerhard Grimm: Mavromichalis, Kiriakulis. In: Mathias Bernath, Karl Nehring (Hrsg.): Biographisches Lexikon zur Geschichte Südosteuropas. Band 3: L–P. Oldenbourg, München 1979, ISBN 3-486-48991-7, S. 128 f.
- Evi Koukouraki: Von den griechischen Befreiungskriegen bis in die Gegenwart: Geschichte des jungen Griechenlands. 2003.
- Ministerliste der Regierungen 1899–1924 (Memento vom 27. Mai 2007 im Internet Archive)
- Political Developments between 1897 and 1909

| Vorgänger        | Amt                                        | Nachfolger          |
| ---------------- | ------------------------------------------ | ------------------- |
| Dimitrios Rallis | Premierminister von Griechenland 1909–1910 | Stephanos Dragoumis |

| Personendaten    | Personendaten                                                                                  |
| ---------------- | ---------------------------------------------------------------------------------------------- |
| NAME             | Mavromichalis, Kyriakoulis                                                                     |
| ALTERNATIVNAMEN  | Mavromichalis, Kyriakoulis Petrou (vollständiger Name); Μαυρομιχάλης, Κυριακούλης (griechisch) |
| KURZBESCHREIBUNG | griechischer Politiker und Ministerpräsident                                                   |
| GEBURTSDATUM     | 1849 oder 1850                                                                                 |
| GEBURTSORT       | Athen                                                                                          |
| STERBEDATUM      | 1916                                                                                           |